# Ganna (motorfietsen)
Ganna is een Italiaans historisch merk van motorfietsen.
De bedrijfsnaam was Luigi Ganna & Co., Soc. in Acc. Semplice, Varese.
Luigi Ganna (Induno Olona, 1 december 1883 - Varese, 2 oktober 1957) was een Italiaanse wielrenner. Na de Eerste Wereldoorlog ging hij motorfietsframes construeren, waarin hij 250-, 350- en 500cc- JAP-zij- en kopklepmotoren bouwde, die hij zelf in licentie produceerde.
Hoewel het niet tot grote aantallen kwam werd Ganna bekend om zijn goed gebouwde en betrouwbare producten. Ook successen in wedstrijden droegen aan de goede naam van het merk bij. In de jaren dertig kwamen er verschillende nieuwe modellen, waaronder lichte 175cc-machines die zowel met JAP- als Blackburne-motoren geleverd werden. Ook kwamen er in 1933 350- en 500cc-Python-modellen. In die periode groeide de productie en er verschenen steeds nieuwe modellen met JAP-kopklep- en Blackburne-zijklepmotoren. Eind 1933 presenteerde men een nieuw model met een eigen 500cc-viercilinder-kopklepmotor met bovenliggende nokkenas die door een koningsas werd aangedreven. De machine had vier versnellingen.
Ganna bleef de modellen moderniseren met de nieuwste technieken. Vanaf 1936 waren er drie modellen, waarvan twee met de Ganna-viercilinder en een met een 250cc-JAP-motor die nog steeds in licentie in Italië gebouwd werd. Het waren allemaal robuuste, maar desondanks vlot ontworpen modellen. In 1941 kwamen er vier nieuwe modellen: een 250cc-kopklepper, een 350cc-zijklepper en twee zwaardere modellen, een 442cc-zijklepper en een 482cc-kopklepper. Tot 1942 kon Ganna produceren, toen moest hij vanwege de Tweede Wereldoorlog de productie tijdelijk stilleggen. Na de oorlog moest Ganna noodgedwongen overschakelen op lichte modellen met 125- en 250cc-Puch-tweetaktblokken.
In de jaren vijftig werd de catalogus uitgebreid met verschillende bromfietsen met Puch-, NSU- en Minarelli-blokken. Begin jaren zestig maakte men nog slechts bromfietsen en lichte 175cc-motorfietsen. In de jaren zeventig werd de motorproductie gestaakt en ging Ganna fietsen produceren.